# Caulophacus valdiviae
Caulophacus valdiviae är en svampdjursart som beskrevs av Schulze 1904. Caulophacus valdiviae ingår i släktet Caulophacus och familjen Rossellidae. Inga underarter finns listade i Catalogue of Life.